# 44-й стрелковый корпус (1-го формирования)
44-й стрелковый корпус — войсковое соединение Вооружённых Сил СССР во время Великой Отечественной войны.

## История
В действующей армии с 22 июня по 2 августа 1941 года.
С 19 июня 1941 года корпус перебрасывался из Дорогобужского лагеря в район Минска. На 22 июня 1941 года 64-я стрелковая дивизия частью прибыла, частью находилась в эшелонах и 23 июня 1941 года продолжала разгрузку на станциях Ратомка, Радошковичи близ Заславля. 108-я стрелковая дивизия к вечеру 22 июня 1941 года прибыла на станцию Колодищи. На 23 июня 1941 года штаб корпуса и 108-я стрелковая дивизия сосредоточились в Здановичах, 64-я стрелковая дивизия без тыловых частей и припасов в лесу южнее Заславля. На тот момент в состав корпуса ещё входила 161-я стрелковая дивизия, 24 июня 1941 года переданная в состав 2-го стрелкового корпуса.
24 июня 1941 года соединения корпуса начали выдвижение с целью занятия позиций в Минском укреплённом районе.. К 25 июня 1941 года соединения корпуса заняли позиции по обе стороны шоссе на Молодечно с северо-запада, запада и юго-запада Минска, по рубежу Довбарево, Щедровщина, Рогово, Заславль, Старое Село, Койданово. Протяжённость оборонительного рубежа корпуса составляла 80-84 километра, на правом фланге 64-я стрелковая дивизия занимала фронт порядка 60 километров, на левом около 30 километров занимала 108-я стрелковая дивизия без одного неприбывшего полка.. После полудня 25 июня 1941 года перед фронтом 64-й стрелковой дивизии были отмечены первые немецкие танки. Посланный разведывательный батальон дивизии близ Радошковичей разгромил часть штаба 39-го моторизованного корпуса, захватив весьма важные документы и пленных. К концу дня разгорелся бой в районе Заславля.
26 июня 1941 года правый фланг корпуса подвергся сильным атакам вдоль шоссе на Молодечно близ Рогово. Части 64-й стрелковой дивизии в основном отбивали атаки противника, однако немецкие войска сумели потеснить левый фланг 288-го стрелкового полка к Белоручью. На левом фланге корпуса 108-я стрелковая дивизия вела бои в районе Койданово (по другим сведениям на её участке противник не появлялся до 27 июня 1941 года). К 27 июня 1941 года 108-я стрелковая дивизия отступила к станции Фаниполь, 64-я стрелковая дивизия южнее шоссе на Молодечно также отступала к Минску, оставив Заславль, Рогово, а севернее шоссе, отрезанный 288-й стрелковый полк оставил Белоручье и отступил даже северо-восточнее Логойска.
К 28 июня 1941 года ситуация ещё ухудшилась, тыловые части корпуса были отправлены в район восточнее Минска. О 288-м стрелковом полке не было известно ничего, 30-й стрелковый полк был разбит и отступал вместе с частями 2-го стрелкового корпуса на Волму, 159-й стрелковый полк вёл бои южнее Заславля, 108-я стрелковая дивизия в тяжёлых боях пыталась удержать район юго-западнее Минска. К 30 июня 1941 года было ясно, что остатки корпуса оказались в окружении. 1 и 2 июля 1941 года остатки 159-го стрелкового полка и 108-я стрелковая дивизия, а также зачисленные в состав 159-го полка солдаты и офицеры, отступающие от границы, прорывались к своим.
Штаб корпуса был ещё 29 июня 1941 года атакован танками в районе Койданово — Фаниполь, на 30 июня 1941 года находился в лесу южнее Дрехчи. 2 июля 1941 года штабу корпуса, вышедшему к реке Березина была поставлена задача обороны на участке Чернявки, при слиянии рек Березина и Бобр, подчиняя себе выходящие из окружения соединения. Корпус, в состав которого была включена 8-я воздушно-десантная бригада, передислоцировался в район Немоницы, объединил под своим командованием части, действующие в том районе и приступил к организации обороны по Березине на участке Холхолец, Борисов, Чернявка. Первоначально входящие в корпус дивизии по состоянию на 4 июля 1941 года вышли к Березине, но ещё не переправились. Штаб корпуса находился в Боярах. h
На 5 июля 1941 года в корпус входили 50-я стрелковая дивизия, БТУ, 1-я мотострелковая дивизия, и корпус атаковал Борисов. Однако, 17-я и 18-я моторизованные дивизии отбили контратаки и отбросили части корпуса на рубеж Крупки, Выдрица. Штаб корпуса находился в Славени.. 6 июля 1941 года корпусу было приказано смениться на позициях и двигаться по маршруту Орша, Дубровно, Ляды, Красный. Однако в этот день корпус в составе 1-й мотострелковой дивизии, 115-го танкового полка и курсантов Борисовского училища продолжал атаки Борисова. В наступлении части корпуса сумели выйти к 7 июля 1941 года на рубеж реки Друть. Очевидно, что приказ об отводе в тыл управления корпуса был выполнен и на 17 июля 1941 года управление корпуса находилось в Ярцево.
К тому времени в район Ярцева прорвались немецкие танковые части и командиру корпуса были подчинены остатки 25-го стрелкового корпуса, 23-го механизированного корпуса, все отошедшие в район Ярцево части, артиллерийский полк и рота танков Т-26 с задачей организовать противотанковую оборону в районе Зуево, Гаврилово, Гришино, с задачей не допустить прорыва противника из района Духовщины на Смоленск. Фактически же в подчинение корпусу было отдано до трёх полков пехоты и столько же артиллерийских полков. Сведений о действиях этой группы не имеется, поскольку с юга в Смоленск уже ворвались части вермахта, а от Духовщины к шоссе Москва — Смоленск западнее Ярцево прорвались танковые части противника. Управление корпуса отступало на юг к Днепру, и после того, как переправилось, было отведено в резерв, где получило под своё командование в районе Семлево, Вязьма вышедшие из окружения и пополненные свои же 64-ю и 108-ю стрелковые дивизии, а также 38-ю стрелковую дивизию.
19 июля 1941 года соединения корпуса, входя в состав группы Рокоссовского выдвинулись к Ярцево, и сумели в боях вернуть город, а затем к 27 июля 1941 года продвинуться к Соловьёвской переправе и удерживать её, обеспечивая пути отхода войск, окружённых в районе Смоленска. В течение августа 1941 года корпус ведёт бои за переправы и за Ярцево, переходившее из рук в руки.
Был задействован в Духовщинской операции.
2 сентября 1941 года управление корпуса из боёв выведено, 5 сентября 1941 года личный состав управления обращён на формирование управления 54-й армии, 11 сентября 1941 года управление корпуса было расформировано.

### Боевой состав
| Дата       | Фронт          | Армия                               | В составе (стрелковые)                                                      | Другие части, в том числе приданные                                                                   | Примечания |
| ---------- | -------------- | ----------------------------------- | --------------------------------------------------------------------------- | --- | ---------- |
| 22.06.1941 | Западный фронт | -                                   | 64-я стрелковая дивизия, 108-я стрелковая дивизия                           | 49-й корпусной артиллерийский полк, 290-й отдельный сапёрный батальон, 249-й отдельный батальон связи |            |
| 01.07.1941 | Западный фронт | 13-я армия                          | 64-я стрелковая дивизия, 108-я стрелковая дивизия                           | 290-й отдельный сапёрный батальон, 249-й отдельный батальон связи                                     |            |
| 10.07.1941 | Западный фронт | -                                   | 17-я стрелковая дивизия, 64-я стрелковая дивизия, 108-я стрелковая дивизия  | 290-й отдельный сапёрный батальон, 249-й отдельный батальон связи                                     |            |
| 01.08.1941 | Западный фронт | Группа войск Ярцевского направления | 38-я стрелковая дивизия, 64-я стрелковая дивизия, 108-я стрелковая дивизия  | 290-й отдельный сапёрный батальон, 249-й отдельный батальон связи                                     |            |
| 01.09.1941 | Западный фронт | 16-я армия                          | 38-я стрелковая дивизия, 108-я стрелковая дивизия, 152-я стрелковая дивизия | 290-й отдельный сапёрный батальон, 249-й отдельный батальон связи                                     |            |

### Командование
- Юшкевич, Василий Александрович (с 14.03.1941 по 11.09.1941), комдив, с 07.08.1941 генерал-майор[12]
- начальник штаба — полковник А. И. Виноградов.